# La Laja de Coloman
La Laja de Coloman är en ort i Mexiko.   Den ligger i kommunen Tuxpan och delstaten Veracruz, i den sydöstra delen av landet, 250 km nordost om huvudstaden Mexico City. La Laja de Coloman ligger 21 meter över havet och antalet invånare är 441.
Terrängen runt La Laja de Coloman är platt. Runt La Laja de Coloman är det ganska tätbefolkat, med 160 invånare per kvadratkilometer. Närmaste större samhälle är Tuxpan de Rodríguez Cano, 9,4 km söder om La Laja de Coloman. Trakten runt La Laja de Coloman består till största delen av jordbruksmark.